# Kraftwerk Ulu Jelai
Das Kraftwerk Ulu Jelai ist ein Wasserkraftwerk in den Cameron Highlands, Bundesstaat Pahang, Malaysia. Die zugehörige Talsperre Susu staut den Sungai Bertam zu einem Stausee auf; sie befindet sich ca. 4 km flussaufwärts vom Kraftwerk. Das Kraftwerk ist im Besitz von Tenaga Nasional Berhad (TNB) und wird auch von TNB betrieben.
Eine erste Machbarkeitsstudie wurde 2004 erstellt. Mit dem Projekt wurde im März 2011 begonnen; es wurde im Juli 2016 abgeschlossen. Die Talsperre Susu wurde von März 2014 bis September 2015 errichtet.

## Absperrbauwerk
Das Absperrbauwerk ist eine Gewichtsstaumauer aus Walzbeton mit einer Höhe von 80 (bzw. 84 85 88 oder 90) m. Die Mauerkrone liegt auf einer Höhe von 548 m über dem Meeresspiegel. Die Länge der Mauerkrone beträgt 460 (bzw. 466 500 512,5 oder 513) m. Das Volumen des Bauwerks beträgt 731.000 (bzw. 750.000) m³.
Die Staumauer verfügt über eine Hochwasserentlastung, die sich in der Mitte des Bauwerks befindet; über sie können maximal 1726 (bzw. 2300) m³/s abgeleitet werden. Das Bemessungshochwasser liegt bei 1400 (bzw. 2350) m³/s; die Wahrscheinlichkeit für das Auftreten dieses Ereignisses wurde mit einmal in 1000 (bzw. 10.000) Jahren bestimmt. Das größte zu erwartende Hochwasser liegt bei 4700 m³/s.
An zwei Nebenflüssen des Sungai Bertam wurde jeweils eine Wehranlage errichtet, um Wasser zum Stausee am Sungai Bertam umleiten zu können. Auf der linken Seite des Sungai Bertam wurde ein Wehr am Sungai Telom errichtet; das Wasser wird durch einen Tunnel (Länge 8,55 km; Durchmesser 3 m) zum Stausee abgeführt. Auf der rechten Seite wurde ein Wehr am Sungai Lemoi errichtet; das Wasser wird durch einen Tunnel (Länge 7,45 km; Durchmesser 3 m) zum Stausee abgeführt. Durch die beiden Tunnel werden insgesamt ca. 30 (bzw. 67) % des Wassers, das für das Kraftwerk benötigt wird, zugeführt.

## Stausee
Beim normalen Stauziel von 535 m (maximales Stauziel 540 m) erstreckt sich der Stausee über eine Fläche von rund 0,1 (bzw. 0,95) km² und fasst 2,57 (bzw. 6,1 18 oder 24) Mio. m³ Wasser. Die Länge des Stausees beträgt 3,5 km. Mit dem Einstau wurde im Januar 2016 begonnen.
Der Stausee würde innerhalb von 13 Stunden geleert, falls das Kraftwerk in diesem Zeitraum mit voller Leistung laufen würde.

## Kraftwerk
Das Wasser wird vom Stausee durch einen Tunnel (Länge 4,2 km; Durchmesser 9,5 m) zum unterirdischen Kraftwerk geleitet. Die Kraftwerkseinrichtungen wurden in drei Kavernen untergebracht; in der ersten Kaverne (Länge 82 m, Breite 24 m und Höhe 54 m) befinden sich die Turbinen mit den Generatoren und in einer zweiten Kaverne die Leistungstransformatoren. Vom Kraftwerk wird das Wasser dann durch einen Tunnel (Länge 1,72 km; Durchmesser 7,7 m) zurück zum Sungai Bertam geleitet.
Die installierte Leistung des Kraftwerks beträgt 372 (bzw. 382) MW; die beiden Francis-Turbinen leisten jede maximal 186 (bzw. 191) MW. Die durchschnittliche Jahreserzeugung wird mit 326 (bzw. 374) Mio. kWh angegeben. Das Kraftwerk dient zur Abdeckung von Spitzenlast; es soll täglich etwas weniger als 3 Stunden in Betrieb sein.
Die Fallhöhe beträgt 360 (bzw. minimal 317, maximal 374) m. Die Nenndrehzahl der Turbinen liegt bei 333 Umdrehungen pro Minute. Die Nennspannung der Generatoren beträgt 15 kV. Die Generatorspannung wird mittels Leistungstransformatoren auf 275 kV hochgespannt.
Die beiden Francis-Turbinen und die zugehörigen Generatoren wurden von Andritz geliefert; der Auftrag dazu wurde im Juli 2011 erteilt.

## Sonstiges
Die Kosten des Projekts wurden vor (bzw. während) des Baus auf 2,925 (bzw. 4,2) Mrd. MYR oder 515,55 (bzw. 600) Mio. € geschätzt. Die Gesamtkosten nach Fertigstellung werden mit 1,05 Mrd. USD angegeben. Durch das Kraftwerk soll pro Jahr die Emission von 250.387 t CO2 eingespart werden.